# فرانسس اشروت
فرانسس اشروت (به انگلیسی: Frances Schroth) (زادهٔ ۱۱ آوریل ۱۸۹۳) شناگر اهل ایالات متحده آمریکا است.